# Miro Kregar
Miro Kregar, slovenski triatlonec, * 1963.
Velja za pionirja triatlona v Sloveniji, udeležil se je triatlona na Bledu leta 1984, ki je bil prvo tovrstno tekmovanje v takratni Jugoslaviji. Leta 1995 je osvojil medaljo na evropskem prvenstvu v dolgem triatlonu, leta 2013 pa je na Havajih postal svetovni prvak v Ultramanu.
Je tudi inovator - leta 1995 je patentiral pripomoček za učenje smučanja, otroške smučarske vajeti, za katere je prejel srebrno plaketo Zveze inovatorjev Slovenije.